# Monte Barren
El monte Barren (en inglés: Mount Barren) es una elevación de 645 m s. n. m. ubicada al oeste de Husvik en la costa norte de Georgia del Sur, en el océano Atlántico Sur, cuya soberanía está en disputa entre el Reino Unido el cual las administra como «Territorio Británico de Ultramar de las islas Georgias del Sur y Sandwich del Sur», y la República Argentina que las integra al Departamento Islas del Atlántico Sur, dentro de la Provincia de Tierra del Fuego, Antártida e Islas del Atlántico Sur. Su nombre es descriptivo, y probablemente fue dado por el equipo de Investigaciones Discovery entre 1926 y 1930.